# International Trade Union Confederation - Asia Pacific
De International Trade Union Confederation - Asia Pacific (ITUC-AP) is een Aziatisch-Oceanische vakbondsfederatie gelieerd aan het Internationaal Vakverbond (IVV).

## Historiek
De vakbondsfederatie werd opgericht op 4 september 2007 uit de fusie van de Asia Pacific Regional Organisation (APRO) met de Brotherhood of Asian Trade Unions (BATU).

## Structuur

### Bestuur
| Tijdspanne   | Voorzitter              |
| ------------ | ----------------------- |
| 2007 - 2015  | Govindasamy Rajasekaran |
| 2015 - heden | Felix Anthony           |

| Tijdspanne   | Algemeen-secretaris |
| ------------ | ------------------- |
| 2007 - 2017  | Noriyuki Suzuki     |
| 2017 - heden | Shoya Yoshida       |